# Венозные лакуны
Венозные лакуны — венозный синус у ряда беспозвоночных. В анатомии под этим названием понимают наполненные венозной кровью промежутки между органами. Они заменяют собой водоносные сосуды у тех беспозвоночных животных, у которых кровеносная система не представляет собой замкнутую систему кровеносных трубок, как у млекопитающих. Венозные лакуны можно обранужить у многих моллюсков и других групп беспозвоночных. Они также имеются и у низших хордовых.